# پاگردداران
پاگردداران (نام علمی: Ambulacraria) نام یک superphylum از superphylum دوم‌دهانیان است.